# ジャン・フォレスティエ
ジャン・フォレスティエ（Jean Forestier、1930年10月7日 - ）は、フランス、リヨン出身の元自転車競技（ロードレース）選手。

## 来歴
1953年
- ポリミュティプリエ・リオネーズ 優勝

1954年
- ツール・ド・ロマンディ 総合優勝、区間1勝(第1)
- ツール・ド・フランス 区間1勝(第16)

1955年
- パリ〜ルーベ 優勝
- グランプリ・ド・カンヌ 優勝
- ツール・ド・フランス 区間1勝(第20)

1956年
- ロンド・ファン・フラーンデレン 優勝
- ツール・ド・ルクセンブルク 総合3位
- パリ〜ルーベ 3位
- ツール・ド・フランス 区間1勝(第16)

1957年
- クリテリウム・ナシオナル 総合優勝
- ツール・ド・ロマンディ 総合優勝、区間2勝(第2、3b)
- ドーフィネ・リベレ 区間1勝(第8)
- ツール・ド・フランス
  -  ポイント賞
  - 総合4位

1958年
- ドーフィネ・リベレ 区間1勝(第7)

1961年
- ツール・ド・フランス 区間1勝(第8)

1962年
- ツール・デュ・ヴァル 総合優勝

1964年
- パリ〜ニース 総合3位